# 鈴木伸夫
鈴木 伸夫（すずき のぶお、1948年 - 2017年2月16日）は、青森放送（RAB）の元アナウンサー。愛称は「伸さん」。

## 略歴
北海道札幌市生まれで、小樽市（幼稚園時代）、愛知県豊橋市（小学校時代）、名古屋市（中学・高校時代）、宮城県仙台市（大学時代）に住む転勤族だった。
東北学院大学法学部卒業後、1970年にRABへ入社。放送部アナウンサー、1993年より東京支社、後に放送部長を歴任。本社に戻った後、一時アナウンサーに復帰した。

## 人物
- 大学・RAB放送部の1年先輩に大友寿郎[5]。同じく大学の1年先輩に荒川強啓（元山形放送、現フリー）、大学の1年後輩に佐藤義和（元フジテレビ）、大学の13年後輩に山寺宏一（ラジオDJネーム:バズーカ山寺・声優）、大学の同級生に篠ひろ子（女優）がいる。

映画愛に満ち溢れた人柄で、青森県を舞台とした映画『八甲田山』を、当時担当していた青森放送のラジオ番組『ナイト・ブリッジ・フォー・ユー / シネマテーク005』にて、映画本編の音声を使用して、自身のプロデュースとディレクションによりサウンドドラマ化。当時、地方局の番組としては革新的かつ画期的なものだった。また、同じく青森県を舞台にした映画『海峡』でも同様に、ラジオとテレビでPRに務める。
これらの独自の番組は、サントラマニアであった鈴木らしいアイディアであり、視覚障がい者向けとしても優れたコンテンツであった。青森放送のアーカイブ化が待たれるところである。
鈴木の素顔は二人の娘の優しい父親だが、その娘の名前は映画『八甲田山』『七人の侍』の脚本家、橋本忍に付けてもらったほどの映画愛を持つ。
映画作品のビデオやディスクのコレクターでもある。
また、青森市での名作映画の上映にも尽力。青森では上映されない優れた作品を、東京の配給会社へ自身の人脈を頼りに臆せず積極的に連絡を入れ想いを語って集め、オールナイトで上映し、トークショーを挟むイベント『青森シネマラソン』を開催。メディア側からの活動に限らず、キネマ旬報青森友の会(旧青森映画友の会)の小柴氏とともに、青森で映画の魅力を広めた第一人者である。鈴木の影響で、映画に関わる仕事に就いた若者も多かった。
そんな伸さんの『教え子』たちが、進学のため上京した際には、『情報誌ぴあを買って、観たい映画を名画座に観に行きなさい』『映画学科じゃなくても大丈夫。サークルは映画研究会に入りなさい』など、的確なアドバイスを送り続けた。そして、『業界に潜り込むにはアルバイトからが一番いい』との持論から、尊敬する橋本忍氏の橋本プロをはじめ、青森の『教え子』たちを、日本映画業界に紹介した。
『教え子』たちが現場で働くことがよっぽど嬉しかったのか、事情を知らない青森放送の同僚や、自身の妻に、『◯◯が、今▲▲組の現場にいるんだよ』と、自慢していたほどであった。
尚、日本テレビ系長寿番組『ズームイン朝！』の初代青森キャスターでもある。同番組は長寿の人気番組であったため、各地方担当のキャスターも全国区で愛されていた。そこで、各地方のキャスターが持ち回りで上京し、徳光和夫に代わりメインMCを務めることもあった。1985年2月27日、東京のスタジオ（マイスタ）でメインMCを務める予定だった鈴木だが、この日の未明に田中角栄元首相が脳梗塞で入院した為、急きょ搬送された虎ノ門病院前から、レポーターとして報道を担当した。
そして、『24時間テレビ』の初代青森担当レポーターでもある。
ちなみに妻とは、担当していた番組にて、青森県内の取材で出逢う。初対面の妻に一目惚れした鈴木は取材後の移動中、機材が壊れたと偽って、妻のもとに戻り工具を借りた、というエピソードがある。
尚、青森放送で同僚だった伊奈かっぺいとは親しい。
青森オフセット印刷のホームページに鈴木が連載していた映画愛満載のエッセイ『伸さんのシネマトーク』を一冊の本にまとめ、その前書きを伊奈かっぺいが寄せた。この本は闘病生活中の鈴木を励ます有志一同が一冊にまとめたもので、今のところ非売品である。
2017年2月16日、喋り手として現場復帰を目指し病気療養中であったが、残念ながら周囲に惜しまれつつ亡くなった。満70歳。

## 過去の担当番組

### テレビ
- ズームイン!!朝!（初代青森担当キャスター 1979年4月 - ）
- RABニュースレーダー（メイン）
- チャウちゃう15分
- きょうのインタビュー
- 24時間テレビ 愛は地球を救う(初代青森担当レポーター)

### ラジオ
- 天国への手紙（ラジオのスポット番宣は現在も担当）
- 映画音楽専科（1970年10月5日 - 1973年3月28日）
- 粋な水曜日（1975年10月 - 1976年3月）
- シネマテーク005（ダブルオーファイブ）（1976年4月9日 - 1982年3月26日）
- あおもりTODAY
- 伸さんのシネマテーク9（2002年4月 - 2008年6月）
- おはようワイドあおもり（2003年4月 - 2004年3月）急病のため、実質2月に降板。
- ハイローザ・サウンドカプセル(1984年5月-1987年9月)